# 1. FC Tatran Prešov
A  Tatran Presov egy eperjesi labdarúgócsapat. A klub Szlovákia legidősebb csapata, ugyanis 1898. május 25-én alapították.

## Története
Az első hivatalos labdarúgó-mérkőzésre a mai Szlovákia területén 1898. május 25-én került sor Eperjesen. A helyi csapat a BTC-vel mérkőzött meg Pethe Ferenc tornatanár kezdeményezésére a helyi gimnáziumban. Ezen a napon alakult meg az Eperjesi Torna és Vívó Egyesületet, amelyet Szlovákia első labdarúgó-klubjának tekintenek.
Az Eperjesi TVE kezdetben a magyar bajnokságban indult és a legjobb eredményt az 1907–08-as szezonban érte el, amikor megnyerte az északi kerületi bajnokságot. 
1920-ban Eperjes az újonnan alapított Csehszlovákia részévé vált, majd a klub is a Csehszlovák ligákban indult.
A Tatran Prešov történelmének legnagyobb legendája Ladislav Pavlovič. 1948-tól 1966-ig 309 mérkőzésen 150 gólt szerzett a Tatran Prešov színeiben. Ezenkívül a Csehszlovák labdarúgó-válogatottat is képviselte, ahol 14 mérkőzésen két gólt szerzett.
1980-81-ben a Csepel SC előtt jobb gólkülönbséggel megnyerte a Közép-európai kupát.

## A csapat névváltozatai
- 1898: Eperjesi Torna és Vívó Egylet
- 1920: Presovi Torna és Vívó Egylet
- 1931: SK Slavia Presov / Eperjesi Szlávia Sport Club
- 1945: PTS Presov (Egyesült az Eperjesi Törekvéssel / Snaha Presovval)
- 1947: DSO Slavia Presov (különvált a DSO Snaha Presov)
- 1948: Sparta Dukla Presov
- 1950: Dukla Presov
- 1951: Dukla CsSZ Presov
- 1952: Sokol CsSZ Presov
- 1953: DSO Tatran Presov
- 1960: Televychoná Jednota Tatran Presov
- 1989: Televychoná Jednota Tatran Agro Presov
- 1991:  FC Tatran Presov
- 1996: FC Tatran Bukóza Presov
- 1997: FC Tatran Presov
- 2005: 1. FC Tatran Presov

## Sikerei

### Nemzeti sikerei
- Szlovák Kupa: 
  - Győztes (1) : 1991-92

### Nemzetközi sikerei
- Közép-európai kupa:
  - Győztes (1): 1980-81

## Híres játékosok
- Pavol Biroš
- Jozef Bomba
- Jozef Bubenko
- Jaroslav Červeňan
- Ján Karel
- Jozef Karel
- Mikuláš Komanický
- Alojz Martinček
- Igor Novák
- Ladislav Pavlovič
- Rudolf Pavlovič
- Karol Petroš
- Ľubomír Reiter
- Miroslav Seman
- František Semeši
- Stanislav Šesták
- Gejza Šimanský
- Marek Špilar
- Stanislav Varga